# Бенковски (Добричская область)
Бенковски (болг. Бенковски) — село в Болгарии. Находится в Добричской области, входит в общину Добричка. Население составляет 973 человека.

## Политическая ситуация
В местном кметстве Бенковски, в состав которого входит Бенковски, должность кмета (старосты) исполняет Осман Осман(Движение за права и свободы (ДПС)) по результатам выборов.
Кмет (мэр) общины Добричка — Петко Йорданов Петков (Болгарская социалистическая партия) по результатам выборов.